# فرودگاه کمروز
فرودگاه کمروز (به انگلیسی: Camrose Airport) یک فرودگاه همگانی است که یک باند فرود آسفالت دارد و طول باند آن ۱۳۷۲ متر است. این فرودگاه در کشور کانادا قرار دارد و در ارتفاع ۷۳۹ متری از سطح دریا واقع شده‌است.